# Dominique Dufourny
Pour les articles homonymes, voir Dufourny.
Dominique Dufourny, née le 24 août 1961 à Ixelles est une femme politique belge bruxelloise, membre du Mouvement réformateur (MR). Elle est députée au Parlement de la Région de Bruxelles-Capitale depuis 2014 et conseillère communale à Ixelles depuis 2018. 

## Biographie
Dominique Dufourny, née le 24 août 1961 à Ixelles, est d'origine belge. 
Elle est agrégée en Mathématique-Physique-Chimie de l'enseignement secondaire inférieur.

## Carrière politique
De 1989 à 2000, elle a été Échevin à la Commune d'Ixelles
De 2001 à 2006, elle a pris fonction en tant que Conseillère Communale à Ixelles.
De 2006 à 2015, elle a été Premier Échevin et officier de l'État civil à Ixelles, chargé du Sport et du Commerce. 
De 2016 à 2018, Dominique Dufourny a presté serment et est devenue Bourgmestre d'Ixelles le 4 janvier 2016.
De 2016 à 2018, elle a également été Vice-Présidente du Conseil de Police de la Zone de police Bruxelles-Capitale-Ixelles. 
De 2016 à 2018, elle a été Présidente de l'A.S.B.L "Les Amis du Musée d'Ixelles". 
Dominque Dufourny a élu en tant que Députée au Parlement de la Région de Bruxelles capitale:
- du 09 mai 2003 au 28 juin 2004
- du 29 juin 2007 au 07 juin 2009
- Actuellement et depuis le 17 juin 2014.